# Iglesia de Santa María (Mahón)
La Iglesia de Santa María es una iglesia católica de la ciudad española de Mahón, en las Islas Baleares dedicada a Santa María. Fue construida entre 1748 y 1771 sobre otra de estilo gótico del siglo XIV.
El interior es neogótico, con una nave con bóveda de crucería; en los laterales hay varias capillas dedicadas a varios santos. En el exterior hay una decoración muy sencilla, con un campanario, y una puerta principal de estilo gótico que da a una pequeña plaza cerrada.
Cuenta con un órgano monumental de 1809, inaugurado en 1810, hecho por el maestro suizo Juan Kiburz, residente en Barcelona. Tiene 15 metros de altura y 9 de anchura, cuatro teclados y 3006 tubos sonoros, de los cuales 197 son de madera y el resto de metal. El órgano fue dañado en 1936 durante la Guerra Civil Española, y fue restaurado por Salvador Aragonès, con un coste de unas 200 000 pesetas, que fue asumido por Fernando Rubió Tudurí.